# Australisches Queer-Archiv
Das Australian Queer Archives (AQuA) (ehemals Australian Lesbian and Gay Archives – ALGA) ist eine gemeinnützige Organisation, die sich der Sammlung, Bewahrung und Würdigung von Material verschrieben hat, das das Leben und die Erfahrungen von lesbischen, schwulen, bisexuellen, transgender und intersexuellen LGBTI-Australiern widerspiegelt. Es befindet sich in Melbourne. Das Archiv wurde auf Initiative der 4. Nationalen Homosexuellen-Konferenz in Sydney im August 1978 eingerichtet und stützt sich auf die frühere Arbeit des Gründungspräsidenten Graham Carbery. Seit ihrer Gründung ist die Sammlung auf über 250.000 Objekte (650 Regalmeter) angewachsen und stellt damit die größte und bedeutendste Sammlung von Material über LGBT-Australier und die größte Sammlung von LGBT-Material in Australien sowie das bedeutendste Forschungszentrum für schwule, lesbische, bisexuelle, trans- und intersexuelle Geschichte in Australien dar. Darüber hinaus führt das AQuA eine Reihe von Bildungsprojekten durch, darunter eine jährliche Konferenz, historische Märsche, Ausstellungen, Vorträge, Veröffentlichungen, soziale Medien und vieles mehr.

## Sammlung
Die Sammlung des AQuA umfasst ein breites Spektrum an Bibliotheks-, Archiv-, Museums- und Galeriematerial, darunter persönliche Papiere und Organisationsunterlagen, Zeitschriften, Bücher, Plakate, Fotografien, audiovisuelle Medien (Betamax, VHS, 8-mm-Film, DVD usw.), Tonaufnahmen (mündliche Überlieferung, Radiosendungen, Konferenzreden, Veranstaltungen usw.), Zeitungsausschnitte, Dissertationen, Artikel und Broschüren, Ephemera (z. B. Flugblätter, Rundschreiben, Broschüren). Tonaufnahmen (mündliche Überlieferungen, Radiosendungen, Konferenzreden, Veranstaltungen usw.), Zeitungsausschnitte, Dissertationen, Artikel und Broschüren, Ephemera (z. B. Flugblätter, Rundschreiben, Einladungen, Karten, Kalender usw.), Abzeichen, T-Shirts, Banner, Objekte, geborene digitale Objekte usw.

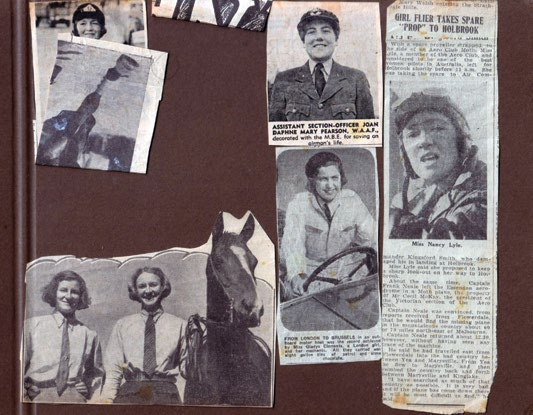
Eine Seite aus den Sammelalben von Monte Punshon aus den Jahren 1923-1950

Die Sammlung umfasst vor allem Bestände, die sich auf die frühe Schwulenbewegung in Australien beziehen (d. h. ab 1970); die Sammlung enthält jedoch auch frühere Objekte wie ein Buch mit Liebesgedichten zwischen zwei Männern aus dem Ersten Weltkrieg und die Sammelalben von Monte Punshon aus den 1920er bis 1930er Jahren. Die meisten Objekte sind aus dem Zeitraum 1969 - 2014.
Das AQuA hat auch umfangreiche Sammlungen zu wichtigen Aspekten des LGBTI-Lebens in Australien aufgebaut, darunter: Pride-Festivals wie Sydney Gay and Lesbian Mardi Gras, Midsumma und Feast Festival; HIV/AIDS-Aufklärung und -Aktivismus; religiöse Organisationen, insbesondere christliche Gruppen und Selbsthilfegruppen; Sportorganisationen und -veranstaltungen, insbesondere Gay Games; Leder, Kink und BDSM.
AQuA besitzt auch die größte Sammlung von nicht-australischem LGBTIQ+-Material in Australien, darunter Material aus den Vereinigten Staaten, England, Japan, China, Thailand, Indonesien, Vanuatu, Dänemark, Schweden und Neuseeland.
Die Sammlungen des Archivs stehen Forschern, Gemeinschaftsorganisationen und der Öffentlichkeit zur Verfügung.

### Persönliche Papiere und organisatorische Unterlagen
Die Sammlung des Archivs mit über 300 Archivbeständen umfasst viele bemerkenswerte Bestände, darunter die Organisationsunterlagen der Daughters of Bilitis/Australasian Lesbian Movement (der ersten LGBT-Rechtsorganisation in Australien) die Aufzeichnungen von Society Five (Melbournes erster kontinuierlicher Schwulenrechtsorganisation); CAMP South Australia; Adelaide Homosexual Alliance; die Aufzeichnungen der Nationalen Homosexuellen-Konferenzen der 1970er und 1980er Jahre; die Aufzeichnungen der Homosexual Law Reform Coalition (1975–1980); die Aufzeichnungen von Verlagen wie Sydney Star Observer, Wicked Women, OutRage, Gay Community News, Gayzette, BlackWattle Press, Sydney Gay Writers Collective usw.; die Unterlagen religiöser Gruppen wie Christ's Community Church, Uniting Network, Metropolitan Community Church, Acceptance usw.
Das Archiv verfügt auch über umfangreiche Sammlungen von persönlichen Unterlagen, darunter: die Unternehmerin Jan Hillier; die HIV/AIDS-Aktivisten und Sozialarbeiter Ian Goller und Bill Hathaway; der Wissenschaftler Professor Dennis Altman; der Künstler Noel Tovey; die Schriftsteller Bob Buckley, Dino Hodge, Sasha Soldatow, Lyn Palmer und Barry Lowe; Aktivisten der Schwulenbewegung wie Peter McEwan, John Langworthy, Chris Johnston und Mother Boats (Brian Traynor); Transgender-Aktivisten und -Darsteller wie Roberta Perkins, Jasper Laybutt, Rose Jackson, Bobbie Nugent, Linda Phillips usw.; DJs Stephen Allkins und Bill Morley; Künstler Eddy Hackenberg, Cayte Latta, Peter Tully; Aufzeichnungen von Motor-, Leder- und BDSM-Clubs (z. B. Dolphin Motor Club, Cruisers MC, Dykes on Bikes Melbourne, Wicked Women, Sydney Leather Pride Association usw.) und persönliche Unterlagen von Ledermännern und -frauen wie Ken Hocking, Colin Simson, Noel Lewington, Roger Mann, Jasper Laybutt, Talisa Tulip, Gigi Legenhausen usw.

### Periodika
Das Archiv verfügt über mehr als 2100 Titel (ca. 50.000 Artikel), von Gemeindezeitungen und -zeitschriften bis hin zu Organisationszeitschriften und Zines aus Australien, Neuseeland, den USA, dem Vereinigten Königreich, Indonesien, den Niederlanden, Belgien, Dänemark, Frankreich, der Schweiz, Schweden, Japan, Thailand usw. Etwa 25 Titel wurden ganz oder teilweise indexiert, was über 14.000 Artikelverweise ergibt. Die internationalen Bestände sind besonders stark in den Bereichen Aktivismus der 1970er bis 1980er Jahre, Leder/BDSM und Pornografie.

### Fotografien
Unter den mehr als 40 000 fotografischen Objekten befinden sich bemerkenswerte Sondersammlungen wie die von Tommy McDermott und Robert Albert (Lottie) Lott und Brian Cooke, die das Lagerleben in Melbourne von den 1940er bis zu den 1960er Jahren dokumentieren; Fotografensammlungen wie die von John Storey, C. Moore Hardy, Cayte Latta, William Yang und Terrence (Terry) Bell und John Jenner, die das LGBT-Leben in Sydney von den 1970er bis 2000er Jahren dokumentieren; Eddy Hackenberg, Künstler und Dokumentarfotograf aus Sydney; Bob Buckley, S/M-Autor, der die S/M- und Lederkultur in Australien und auf der ganzen Welt dokumentiert; David Johnstone, der die schwule Kommune Mandala und die frühen Radical Faeries in Australien dokumentiert; Ulo Klemmer, der Saunas und Beats in Sydney dokumentiert; Fotosammlungen von Organisationen wie Midsumma und ALSO Foundation sowie Fotosammlungen von LGBT-Zeitungen wie Campaign, Brother Sister, B-News (Bill Calder), Melbourne Star Observer, City Rhythm (Jay Watchorn und Leigh Klooger), Klick (Ivan Polson) und Evolution Publishing (Melbourne Office) sowie eine Reihe kleinerer Fotosammlungen in persönlichen Unterlagen.

### Bücher
Das Archiv besitzt etwa 7000 Bücher, wobei der Schwerpunkt auf LGBT-bezogenen Büchern liegt, die in Australien oder von australischen Autoren veröffentlicht wurden. Gesammelt werden auch nicht-australische historische Bücher sowie LGBT-bezogene Bücher aus der Zeit vor 1980, insbesondere solche, die in Australien vertrieben oder in Umlauf gebracht wurden. Das Archiv verfügt auch über eine Reihe spezieller Büchersammlungen, die Ardy Tibby Collection of Lesbian Fiction, die David McDiarmid Collection, die Ken Hocking Collection (Ledersubkultur, BDSM, Erotik), Colin Simpson (Gay Pulp, Ledersubkultur, BDSM und Erotik – Tom of Finland, Sean, Rex usw.) und Barry Lowe Collections (schwule Literatur, Film, Biographie, Comics und Erotik). Die Sammlung seltener Bücher umfasst Werke aus der Mitte des 19. Jahrhunderts sowie Verbandsexemplare und Künstlerbücher.

### Poster
Das Archiv besitzt über 5 000 Plakate aus den 1960er Jahren bis zur Gegenwart. Die Plakate decken eine Reihe von Themen ab, von Tanzpartys bis zu Protesten, von HIV/AIDS-Aufklärung bis zu LGBT-Pride-Festivals, sowie kleinere Bestände von Plakaten zu „verwandten Bewegungen“ wie der Frauen- und Schwarzenbefreiung. Zu den bemerkenswerten Beständen gehört umfangreiches Material über den Sydney Mardi Gras, das Feast Festival und Midsumma, einschließlich einer umfassenden Sammlung von Plakaten von jedem Festival sowie Plakaten für Proteste im Zusammenhang mit den Verhaftungen beim ersten Mardi Gras im Jahr 1978. Das Archiv verfügt über eine Reihe spezieller Plakatsammlungen, darunter die Ian Malloy Collection, die die HIV/AIDS-Aufklärung und die Proteste von Schwulen und Lesben dokumentiert; die Victorian AIDS Council (VAC), AIDS Council of SA (ACSA), Melbourne Sexual Health Centre (MSHC), Dennis Altman und Mandy Martin Collections, die die HIV/AIDS-Aufklärung in Australien und auf internationaler Ebene dokumentieren; die Les Smith Collection, die seine Karriere als DJ in Brisbane dokumentiert; die Beige Design (Chris Orr und Paul Clifton) Collection, die ihre in Melbourne ansässige Designpraxis für die LGBT-Gemeinschaft dokumentiert; die David McDiarmid Collection, die seine Plakatentwürfe ab 1972 dokumentiert; die Grant Kilby Collection, die Lederplakate sowie von Allan Booth entworfene Originalplakate enthält; die Ron Muncaster und Ken Hocking Collections, die Leder- und S/M-Events dokumentieren; Veranstaltungsort-Sammlungen aus dem Laird Hotel, Oxford Hotel, Stonewall Hotel, Midnight Shift, Options Nightclub, Mandate usw. Die Sammlung umfasst auch eine große Anzahl von Plakaten, die in den 1970er und 1980er Jahren in Gemeinschaftsdruckwerkstätten gedruckt und gestaltet wurden, darunter Plakate von Earthworks Poster Collective, Redback Graphix, Redletter Press, Megalo Access Arts (Megalo Print Studio), Harridan Posters usw.

### Mündliche Geschichte und Audio
Das Archiv verfügt über eine umfangreiche Sammlung mündlicher Überlieferungen und Audiodateien mit über 310 Aufzeichnungen mündlicher Überlieferungen, über 1500 Audioaufnahmen von australischen LGBT-Radioprogrammen und LGBT-Themen im Mainstream-Radio, über 100 unveröffentlichte Tonaufnahmen, darunter Mixtapes und Aufnahmen von DJ-Sets, sowie über 50 veröffentlichte Musikaufnahmen mit Bezug zu LGBT-Musik.
Die Oral History Collection dokumentiert das breite Spektrum des australischen LGBT-Lebens in ganz Australien. Sie dokumentiert das frühe Lagerleben vor dem Zweiten Weltkrieg, die Entwicklung der schwulen Befreiungsbewegung und spätere LGBT-Organisationen und den Aktivismus der Gemeinschaft. Der Schwerpunkt der Sammlung liegt auf der Dokumentation der schwulen Befreiungsbewegung und der Aktivisten, aber sie enthält auch eine Fülle von Geschichten über alltägliche Lesben, Schwule und Transfrauen und -männer. Zu den Sondersammlungen gehören die John Lee Collection mit 34 mündlichen Interviews, die zwischen 1978 und 1980 aufgenommen wurden und das Lagerleben in Adelaide, SA, dokumentieren, darunter 9 Interviews mit Erinnerungen aus der Zeit vor dem Zweiten Weltkrieg; die Dino Hodge Collection mit 19 Aufnahmen, die bei der Vorbereitung seines 1996 erschienenen Buches The fall upward: spirituality in the lives of lesbian women and gay men; die Jim Wafer Collection, die Interviews enthält, die 1995-1996 für das Hunter Gay and Lesbian Bicentennial History Project aufgenommen wurden; und das Australian Leather Women's History Project, das Frauen in der australischen Leder- und BDSM-Gemeinschaft dokumentiert.
Das Archiv besitzt außerdem über 1500 Tonaufnahmen von schwulen und lesbischen Radioprogrammen wie Gaywaves (Radio 2SER, Sydney); Gay Radio Information News Service (GRINS), aufgezeichnet bei Radio 2SER, aber landesweit verbreitet; Gay Liberation Radio Collective (Radio 3CR, Melbourne); Gay Viewpoint (ACT Gay Liberation, 2XX Canberra); JOY 94.9 usw. Ergänzt werden die Tonaufnahmen durch eine Reihe von Archivbeständen zu schwulen Radioprogrammen, darunter Gaywaves, GRINS und Inside Out (Radio 2RSR, Sydney), sowie durch persönliche Unterlagen von Mitgliedern von Programmkollektiven, wie Sheril Berkovitch (Gay Liberation Radio Collective). Ebenfalls enthalten ist eine kleine Anzahl von Off-Air-Aufnahmen von Interviews zu LGBT-Themen in Mainstream-Radioprogrammen.
Die Sammlung von etwa 100 Mixtapes und DJ-Sets besteht größtenteils aus Aufnahmen von DJ Stephen Allkins (Love Tattoo) und Bill Morley sowie aus einigen Aufnahmen von David McDiarmid.

### Ephemera
Bei den Ephemera handelt es sich größtenteils um kleine Druckerzeugnisse auf Papier, von denen die meisten nicht für eine lange Lebensdauer vorgesehen waren, wie Broschüren, Flugblätter, Postkarten, Rundschreiben sowie Materialien zur Gesundheitsförderung wie Kondome usw. Die Ephemera-Sammlung des Archivs umfasst mehr als 2000 Akten, die größtenteils nach Organisationen/Verlagen geordnet sind, mit einer kleineren Anzahl von Personen- oder Sachakten. Zu den bedeutenden Beständen gehören Veranstaltungen wie der Sydney Gay and Lesbian Mardi Gras, Midsumma und Feast Festival sowie Konferenzen wie Queer Collaborations, Veranstaltungsorte wie Nachtclubs und Theaterprogramme.

### Zeitungsausschnitte
Die Sammlung von Zeitungsausschnitten umfasst ca. 50 000 Ausschnitte (12 Regalmeter) aus australischen Großstadt-Tageszeitungen sowie aus regionalen und vorstädtischen Zeitungen. Zwischen ca. 1975 und 2000 wurde die Sammlung mit Unterstützung der Zeitschrift OutRage und von Pater Ken Sinclair aufgebaut, der den Zeitungsausschnittdienst in Anspruch nahm und dem Archiv anschließend Ausschnitte schenkte. Weitere Zeitungsausschnitte, insbesondere aus der Zeit vor 1982, wurden aktiv aus den nationalen und staatlichen Bibliotheken kopiert. Die Sammlung wurde auf Papier fotokopiert und ist in Ordnern chronologisch geordnet. Obwohl die Sammlung noch nicht vollständig erschlossen ist, wurden bisher etwa 9.500 Artikel indexiert. Zusätzliche gedruckte Indexe sind verfügbar, darunter: „Leitartikel in australischen Zeitungen zum Thema Homosexualität“; und die beiden Verzeichnisse von Robert French, Gays between the broadsheets: Australian media references on homosexuality, 1948-1980 (Sydney, NSW: Gay History Project, 1986) und Mossies could spread AIDS: Australian media references on AIDS, 1981 - 1985 (Sydney, NSW: Gay History Project, 1986). Eine Reihe von Nachlasssammlungen enthält auch themenbezogene Zeitungsausschnitte, darunter die von Geoff Allshorn und Graham Willett.

### Audiovisuelles
Das Archiv verfügt über eine umfangreiche Sammlung von audiovisuellem Material in verschiedenen Formaten, von Super8 über U-matic bis hin zu VHS, darunter Spielfilme, Dokumentarfilme, Videos zur Aufklärung über Safer Sex und Sexualkunde, Talkshows, Nachrichtenberichte und Originalaufnahmen von Gemeindeveranstaltungen. Zu den Beständen gehört The Set (Australien, Produzent Frank Brittain, 1969) – der erste „schwule“ Film, der in Australien gedreht wurde; und fünf Episoden von Number 96 (Australien, 1972-1977) – Australiens erste Soap und die erste mit einer schwulen Figur. Zu den bemerkenswerten Sondersammlungen gehört die Colin Billing Collection, die Original-Videoaufnahmen von Veranstaltungen der LGBT-Gemeinschaft in Melbourne enthält, z. B. von Midsumma und der ALSO Foundation.

### Kunstwerke
Die Kunstsammlung des Archivs besteht größtenteils aus Fotografien, Collagen und Gemälden sowie aus Original-Plakat- und Kostümentwürfen, Cartoons und Comics. Zu den Plakat- und Flugblattentwürfen gehören Arbeiten von Designern wie Mark Lyndon Matheson, Allan Booth und David McDiarmid. Cartoons und Comics umfassen Werke von Kenton Penley / Kenton Miller, Brett Willis, David Pope, John Ditchburn (Inkcinct) und Ian Sharpe. Zu den Sondersammlungen gehören die Sammlung von Frank und Leonie Osowski mit Kunstwerken zum Thema Fetisch, die Nachlässe von Andi Nellssun mit Fotografien und Collagen, die Nachlässe von Bill Morley mit Skizzenbüchern, Zeichnungen und Collagen, die Nachlässe von Eddy Hackenberg und Cayte Latta mit Fotografien, Collagen und Filmen; die Papiere von Stephen Allkins mit Schmuck von Peter Tully, Kostümen von David McDiarmid und Kunstwerken von Bill Morley und Tony Guthrie; die Papiere von Jeffrey Stewart mit Skizzen und Entwürfen von Allan Booth; die Sammlung Barry Lowe mit Werken von Garrie Maguire, Diablo Mode usw. Die Sammlung Ken's of Kensington enthält vier Fotocollagen von John Jenner; die Sammlung David McDiarmid umfasst ein Künstlerbuch und eine Grafikmappe; Leder- und S/M-Kunstwerke, darunter Originalskizzen von Bill Ward, befinden sich in den Sammlungen Ron Muncaster und Ken Hocking; die Sammlung David Beschi enthält ein Originalaquarell usw.

### Abzeichen
Das Archiv besitzt etwa 1000 Abzeichen aus den späten 1960er Jahren bis heute. Die Abzeichen stammen größtenteils aus Australien, aber es gibt auch bemerkenswerte Bestände an Abzeichen, die in Amerika und Neuseeland hergestellt wurden. Während die meisten Abzeichen in die allgemeine Sammlung integriert wurden, sind einige persönliche Sammlungen intakt geblieben, darunter die von wichtigen Aktivisten sowie Sammlungen wie die von Noel Lewington, die australische, amerikanische und europäische Motorradclubs abdecken.

### T-Shirts
Im Archiv befinden sich über 700 T-Shirts aus der Zeit der Schwulenbefreiung in den frühen 1970er Jahren bis heute. Die T-Shirts stammen größtenteils aus Australien, aber es gibt auch einige T-Shirts, die in Amerika und England produziert wurden.

### Kostüme
Das Archiv verfügt über eine kleine Sammlung von Kostümen, darunter Drag-Kostüme aus den späten 1960er bis zu den 1990er Jahren (darunter ein radikales Drag-Kostüm, das der Aktivist Ken Davis beim Mardi Gras 1978 trug, und eines, das von der Miss New Zealand in den 1990er Jahren getragen wurde), eine von Marcus Bunyan entworfene Leder-/Punk-Jacke sowie Jacken und Overlays, die von verschiedenen Automobilclubs in den 1970er bis 1990er Jahren getragen wurden, darunter der South Pacific Motor Club (SPMC), Griffin's Motor Club, Dolphin's Motor Club usw.

### Banner
Das Archiv besitzt etwa 100 Banner, die den LGBT-Aktivismus und die Gemeinschaftsorganisationen von den späten 1970er Jahren bis 2013 dokumentieren, darunter Banner aus Victoria, Queensland und New South Wales.

## Projekte

### Queer Youth Education Project
Das Queer Youth Education Project wurde ins Leben gerufen, um Jugend- und Schulgruppen auf der Grundlage der Sammlungen des Archivs Workshops über die australische Queer-Geschichte anzubieten. Das Projekt nimmt auch Archivmaterial aus den Archiven für Workshops für Jugenddienste und Schulen mit.

### Venues Project
Das Venues Project hat zum Ziel, LGBT-Treffpunkte in ganz Australien fotografisch zu dokumentieren. Zu den dokumentierten Lokalitäten gehören der Mandate Nightclub, der Xchange Nightclub und das Market Hotel in Melbourne sowie Ken's of Kensington, Kingsteam Sauna und Aarows Sauna in Sydney. Weitere Lokale werden nach und nach dokumentiert, wobei diejenigen, die renoviert oder geschlossen werden, Vorrang haben.

### Leseraum
Der Lesesaal des Archivs befindet sich im Victorian Pride Centre. Der Zugang erfolgt nach Vereinbarung.

## Veranstaltungen
AQuA führt eine Reihe von Aktivitäten und Veranstaltungen durch, darunter Stände auf verschiedenen Pride-Festivals in ganz Australien, Queer History Walks, insbesondere während des jährlichen Schwulen- und Lesbenfestivals Midsumma in Melbourne, der jährlichen Homosexual Histories Conference, des jährlichen Preises für Abschlussarbeiten, der regelmäßigen Tage der offenen Tür und der Ausstellungen.

## Ausstellungen
Das AQuA hat ein zunehmend aktives Ausstellungsprogramm und entwickelt sowohl eigene Ausstellungen als auch Leihgaben und Fachwissen für Ausstellungen in ganz Australien, darunter auch eigene Ausstellungen:
- Forbidden love, bold passions: eine Ausstellung lesbischer Geschichten der 1900er bis 1990er Jahre (1996) – Wanderausstellung, kuratiert von History Inverted und den Australian Queer Archives
- Significant moments (2001), entwickelt von den Australian Lesbian and Gay Archives mit Unterstützung des Pride March
- Camp as: Melbourne in the 1950s (2005), City Gallery, Melbourne Town Hall[21]
- Sydney Mardi Gras Museum, Ausstellung (2013),[22] Sydney – finanziert von der Sydney Gay and Lesbian Mardi Gras[23]
- Passion: 30 years of safe sex (2013), Victorian Archives Centre, Melbourne[24]
- Gay times are here again (2013), State Library of South Australia – anlässlich des 40. Jahrestages der Adelaide Gay Pride Week 1973
- Out of the closets, into the streets: gay liberation photography 1971–73 (2014), Melbourne[25]
- Vital signs: interpreting the Archives, 9.–26. Juli 2014, Blindside Gallery, Melbourne Vic[26]
- Out of the closets, into the streets: histories of Melbourne Gay Liberation, City Library Gallery, Melbourne, Januar bis Februar 2015
- Unfinished journey: law and justice for LGBTIQ people in Victoria 1835–2016, Queen's Hall, Level 1, Parliament House, 23.–26. Mai 2016; Victoria Legal Aid Public Law Library, 11.–25. Juli 2016; Northcote Library, 24. Oktober bis 6. November 2016; Preston Library, 7. – 20. November 2016; Fairfield Library, 21. November bis 4. Dezember 2016; Fitzroy Library, 2.–13. April 2017.
- Serving in Silence? Australian LGBTI Military Service since WWII, Melbourne City Library, 15.–29. Januar 2018.
- We are here: contemporary artists explore their queer cultural heritage (gemeinsam mit der State Library of Victoria, State Library of Victoria), 19. Januar 2018 – 1. April 2018.[27]

Zu den Ausstellungen mit bemerkenswerten Beiträgen des AQuA gehören:
- Got the message? 50 years of political posters (2013), Art Gallery of Ballarat[28]
- Protest! Archives from the University of Melbourne (2013), Leigh Scott Gallery, Baillieu Library, University of Melbourne
- Radicalism (2014), The Substation, Melbourne – An exploration of radicalism, resistance and defiance around questions of gender and sexuality[29]
- David McDiarmid: when this you see remember me (2014), The Ian Potter Centre: NGV Australia at Federation Square, 9. Mai – 31. August 2014[30]
- Transmissions archiving HIV/AIDS – Melbourne, 1979–2014 (2014), George Paton Gallery, University of Melbourne[31]
- Bohemian Melbourne, State Library of Victoria (2014–2015)[32]
- The Docks: Melbourne’s Cultural Underground of the 90s, The Gallery, Library at The Dock, Melbourne, 13. November 2015 – 28. Februar 2016[33]
- Challenging Dewey: Classification and equality, City Library Gallery, Melbourne, 13. Januar 2016 – 27. Februar 2016[34]
- If People Powered Radio: 40 Years of 3C[35], Gertrude Contemporary, 200 Gertrude St, Fitzroy, Melbourne, 18. März – 23. April 2016
- Memories of the Struggle – Australians Against Apartheid, Museum of Australian Democracy at Old Parliament House, Canberra, 27. April-[TBC] 2016; Constitutional Hill, Johannesburg, South Africa, 2017.

## Veröffentlichungen
Neben dem unregelmäßig erscheinenden Bulletin des AQuA, das früher den Titel ALGA Newsletter trug, hat das AQuA eine Reihe von Büchern veröffentlicht und eine Reihe von Monographien in Serien herausgegeben, darunter
- Intimacy, violence and activism : gay and lesbian perspectives on Australian history and society (= Gay and lesbian perspectives 7) / herausgegeben von Graham Willett und Yorick Smaal (Clayton, Victoria Monash University Publishing, 2013) – basierend auf der 12. AQuA-Konferenz Australia's Homosexual Histories Conference, Brisbane, 2012
- After homosexual: the legacies of gay liberation. Herausgegeben von Carolyn D'Cruz und Mark Pendleton (Crawley, W.A. Uwa Publishing, 2013) – auf der Grundlage der gleichnamigen gemeinsamen Konferenz von AQuA und La Trobe University, die 2012 an der Victoria University stattfand
- Secret histories of queer Melbourne. Herausgegeben von Graham Willett, Wayne Murdoch und Daniel Marshall (Melbourne, Vic: Australian Lesbian and Gay Archives, 2011)
- Out here : gay and lesbian perspectives VI. Herausgegeben von Yorick Smaal und Graham Willett (Melbourne, Vic: Monash University Publishing, 2011)
- 'Queen City of the South: gay and lesbian Melbourne'; La Trobe journal, no. 87. Herausgegeben von  Graham Willett und John Arnold (Melbourne, Vic: State Library of Victoria Foundation, 2011)
- The travelling mind of Val Eastwood. Von Val Eastwood (Melbourne, Vic: Australian Lesbian and Gay Archives, 2009)
- A guide to gay and lesbian writing in Australia. Von Michael Hurley (St. Leonards, N.S.W.: Allen & Unwin und Australian Lesbian and Gay Archives, 1996)
- A history of the Sydney Gay and Lesbian Mardi Gras. Von Graham Carbery (Melbourne, Vic: Australian Lesbian and Gay Archives, 1995)

AQuA wurde auch als wichtige Forschungseinrichtung für fast alle in Australien veröffentlichten LGBT-Geschichtswerke genutzt.